# Psammetico IV
Psammetico IV (fl. 486 a.C. circa) è stato un presunto sovrano egizio, cronologicamente attribuibile alla XXVII dinastia.

## La scoperta

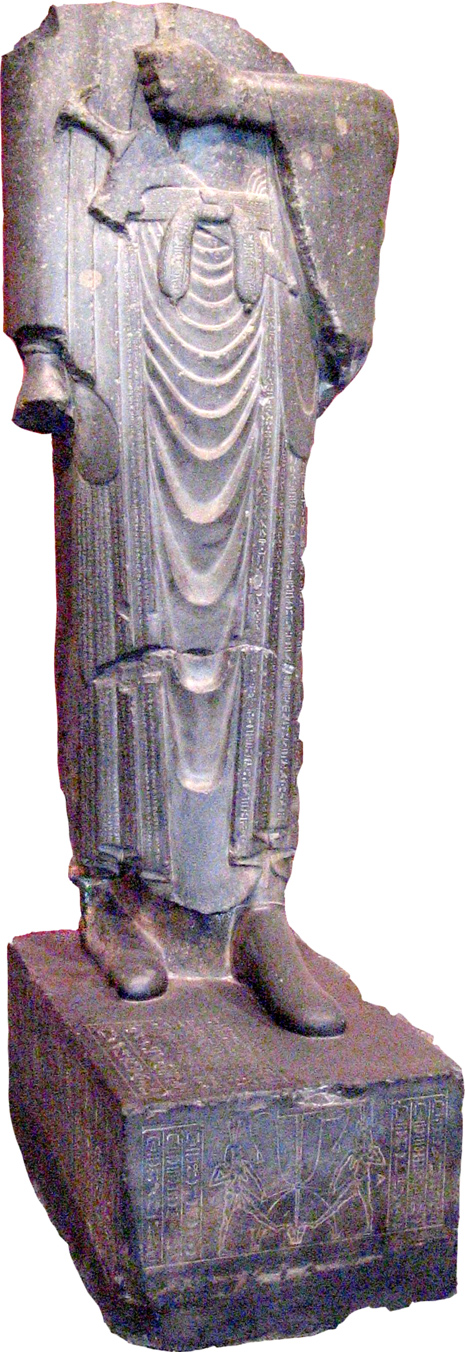
La statua decapitata di Dario I che Serse, in seguito alla rivolta, fece trasferire da Eliopoli a Susa.

L'esistenza di questo personaggio, è stata ipotizzata nel 1980 dall'egittologo Eugène Cruz-Uribe in seguito allo studio di alcuni papiri demotici provenienti da Diospolis Parva e citanti il nome di un re Psammetico.
Analizzando i testi contenuti e facendo un confronto stilistico dei documenti con altri di sicura datazione, è stato possibile far risalire la loro realizzazione agli ultimi anni del regno di Dario I, che morì nel 486 a.C.

Considerato che l'ultimo re Psammetico (Psammetico III) era stato deposto quarant'anni prima (525 a.C.) da Cambise II, Cruz-Uribe escluse la sua identificazione col personaggio citato dai documenti e propose quindi l'esistenza di un altro Psammetico, che avrebbe regnato in Egitto appena dopo Dario, e che chiamò Psammetico IV.

## Biografia
L'unico periodo possibile in cui Psammetico avrebbe potuto diventare re venne quindi trovato nell'ultimo anno di regno di Dario (486 a.C.), durante il quale in Egitto scoppiò una ribellione contro gli occupanti persiani citata anche da Erodoto (Storie, VII).

Infatti, dopo la sconfitta persiana nella Battaglia di Maratona nel 490 a.C., nel Delta del Nilo si innescarono varie sommosse che confluirono in una vera e propria rivolta nel 486 a.C.

Durante tale rivolta Psammetico – non sappiamo con quale legittimazione – si sarebbe arrogato i titoli della regalità, proprio come fece Petubastis III oltre trent'anni prima, in occasione di una rivolta analoga all'inizio del regno di Dario.

Dario non ebbe il tempo di intervenire in quanto morì entro la fine dell'anno; fu quindi il successore Serse I a doversi recare in Egitto per stroncare la rivolta.
L'effimero regno di Psammetico IV dovette aver termine nel corso dei due anni di lotte che seguirono, alla fine dei quali (484 a.C.) la Terra del Nilo era tornata saldamente nelle mani del Gran Re.